# Веснево
 Веснево — деревня в Лежневского районе Ивановской области. Входит в состав Шилыковского сельского поселения.

## География
Находится в юго-западной части Ивановской области на расстоянии приблизительно 16 км на север-северо-запад по прямой от районного центра поселка Лежнево.

## История
В 1859 году здесь (тогда деревня Шуйского уезда Владимирской губернии) было учтено 20 дворов, в 1902 — 30.

## Население
Постоянное население составляло 156 человек (1859 год), 159 (1902), 27 в 2002 году (русские 100 %), 18 в 2010.